# Agrostophyllum elmeri
Agrostophyllum elmeri är en orkidéart som beskrevs av Oakes Ames. Agrostophyllum elmeri ingår i släktet Agrostophyllum och familjen orkidéer. Inga underarter finns listade i Catalogue of Life.